# Bregano
Bregano là một đô thị ở tỉnh Varese trong vùng Lombardia, có cự ly khoảng 60 km về phía tây bắc của Milan và khoảng 12 km về phía tây của Varese. Tại thời điểm ngày 31 tháng 12 năm 2004, đô thị này có dân số 750 người và diện tích là 2,3 km².
Bregano giáp các đô thị: Bardello, Biandronno, Malgesso, Travedona-Monate.